# Prolochos (Lapithe)

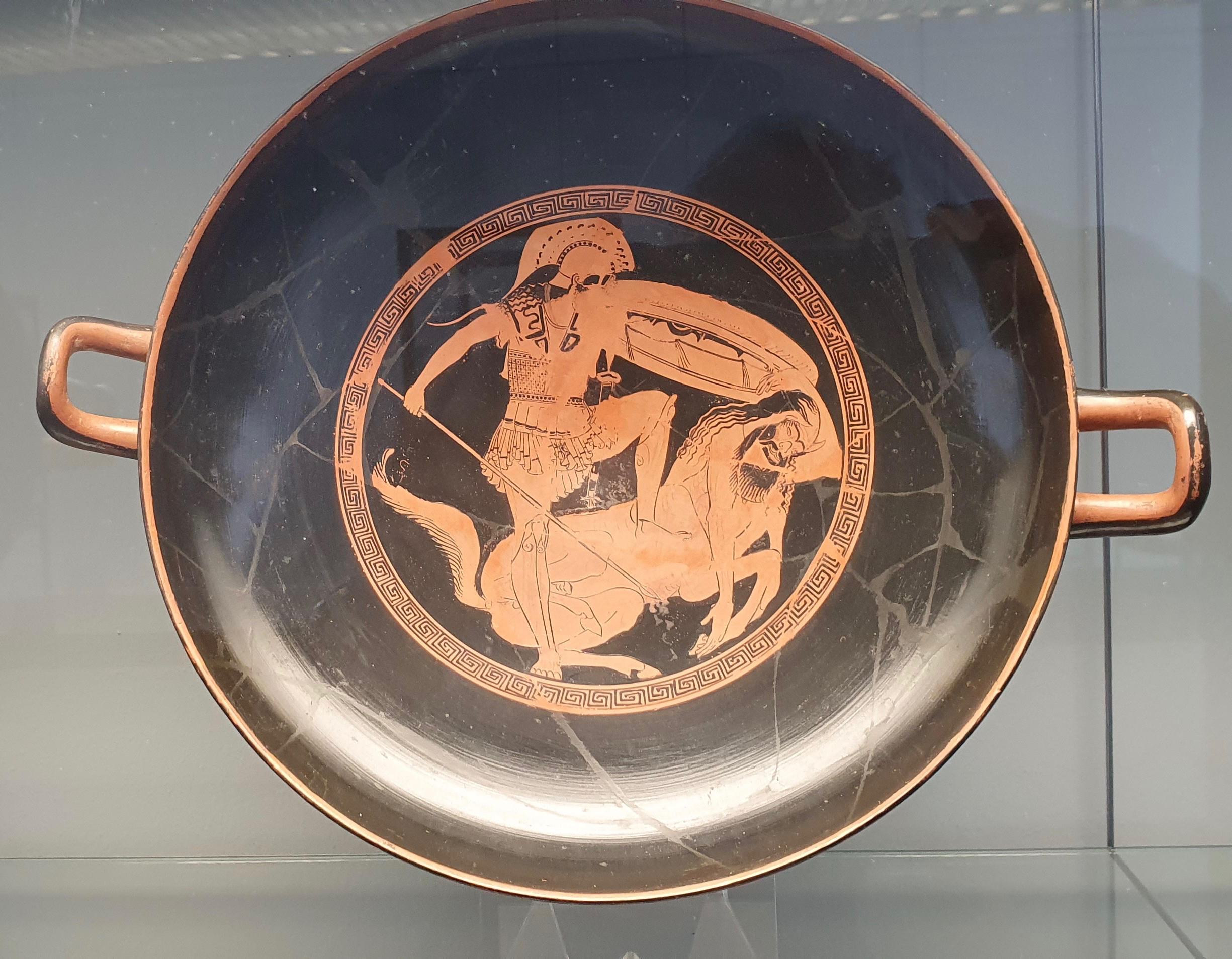
Kylix (Gefäß), 5. Jh. v. Chr., Lapithe erlegt einen Kentauren.

Prolochos ist in der griechischen Mythologie ein Lapithe, der in der Kentauromachie auf der Hochzeit des Peirithoos gegen die Kentauren in die Schlacht zieht. Einzige Quelle ist Hesiods Kleinepos Das Schild des Herakles.

## Name und Genealogie
Der Name kommt vom griechischen Πρόλοχος, Prólochos, „vor den Andern kämpfend und zwar aus dem Hinterhalte hervor“, abgeleitet vom Verb προ-λοχίζω, pro-lochízō, „vorher einen Hinterhalt legen“; lateinisch und deutsch mit der gleichen Betonung auch Prólochus. Der Name passt gut zu einem Krieger, der sich im Mythos gleich auf die Kentauren stürzen wird.

## Mythos
Text Hesiod: „Drauf (auf dem Schild) war ferner die Schlacht der speergewohnten Lapithen, / 175 um Peirithoos her, und den herrschenden Dryas und Käneus, / Prolochos auch ... (u. a.) / 179 Silbern sie selbst, um den Leib mit goldenen Waffen gerüstet.“ Auf der anderen Seite stehen die Kentauren und es kommt zum Kampf: „185 Alle gesamt nun stürmten, wie Lebende, gegen einander, / lange Speer’ und Tannen in schrecklicher Näh’ ausstreckend.“ (Übersetzung Voß, siehe Quellen)
Erläuterung: Prolochos wird namentlich aus der Masse herausgehoben, er gehört zur Führungsriege der Lapithen und führt diese mit anderen Heerführer in die Schlacht. Sie kämpfen mit Speeren. Die Kentauren kämpfen mit „primitiven“ Waffen, mit Tannenbäumen, sie haben keine Chance. Prolochos wird von anderen antiken Autoren nicht erwähnt, auch Ovid, der in seiner Kentauromachie sonst alle und alles aufnimmt, meidet ihn. Möglicherweise ist er zu unbedeutend, ohne heroische Größe. Zum mythologischen Zusammenhang, zur literarischen Gestaltung siehe den Artikel Arktos.